# Джерело б/н (Подобовець)
Джерело б/н — гідрологічна пам'ятка природи місцевого значення. Об'єкт розташований на території Міжгірського району Закарпатської області, урочище «Подобовець».
Площа — 0,5 га, статус отриманий у 1984 році (Рішення Закарпатського Облвиконкому від 23.10.1984 р. № 253).
Охороняється джерело гідрокарбонатно-натрієвої води. Загальна мінералізація - 0,4 г/л. Використовується для лікування органів травлення.